# Lovro von Matačić

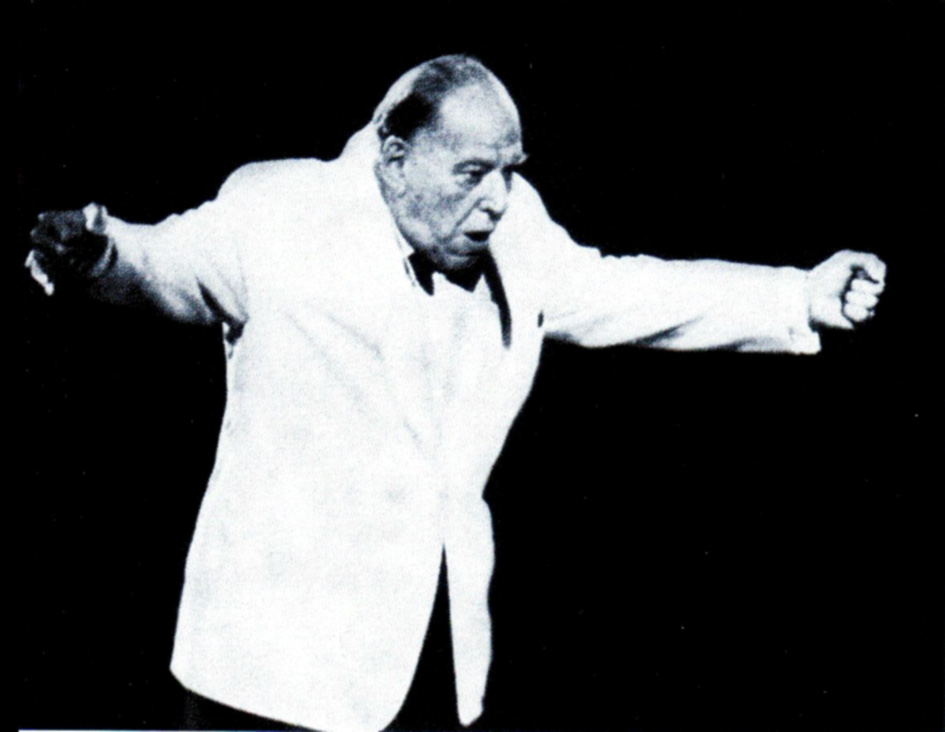
Lovro von Matačić

Lovro von Matačić (deutsch Lorenz von Mattachich; * 14. Februar 1899 in Sušak, Rijeka, Österreich-Ungarn; † 4. Januar 1985 in Zagreb (andere Quellen: Belgrad bzw. Dubrovnik), Jugoslawien), war ein jugoslawischer Dirigent und Komponist.

## Leben
Matačić war der jüngste Sohn der bekannten Wiener Schauspielerin Constance von Linden (geb. 14. Mai 1877 in Budapest). Matačić war zunächst Wiener Sängerknabe, bevor er in der österreichischen Hauptstadt Komposition und Dirigieren erlernte. Zeit seines Lebens blieb er an das österreichische Repertoire von Joseph Haydn bis Anton Bruckner gebunden, wofür er 1981 von den Wiener Symphonikern mit dem Anton-Bruckner-Ring geehrt wurde.
Von 1945 bis 1946 wurde Matačić vom jugoslawischen Regime im Gefängnis Stara Gradiška inhaftiert.
In den Jahren 1948 bis 1954 war er als Opern- und Orchesterdirigent in Skopje und Rijeka tätig. 1956 bis 1958 war er Chefdirigent der Dresdner Staatskapelle, 1961 bis 1966 Generalmusikdirektor der Oper Frankfurt, 1972 bis 1979 GMD des Orchesters Monte Carlo. Er dirigierte auch häufig in Prag, sowie regelmäßig in Berlin, London und Paris, wobei es zu vielen Aufnahmen von Sinfonien und Opern kam. Lovro von Matačićs herkulische Gestalt und dynamische, präzise Orchesterleitung erfreuten sich insbesondere in Japan großer Beliebtheit. Von 1970 bis 1980 war er Hauptdirigent der Zagreber Philharmonie.
Als Operndirigent nahm Matačić unter anderem den Freischütz (mit Rudolf Schock und Gottlob Frick) sowie Die lustige Witwe (mit Elisabeth Schwarzkopf) auf. Nach seinem Tod wurde er auf dem Mirogoj-Friedhof in Zagreb beigesetzt.
Von Matačić trat auch als Komponist von Werken im zeitgenössischen Stil hervor. Sein bedeutendstes Werk auf diesem Gebiet ist die Symphonie der Konfrontationen (1979, überarbeitet 1984), eine viersätzige, einstündige Komposition für zwei Konzertflügel, großes Streichorchester und riesigem Schlagwerkapparat. Das Werk thematisiert in einer sehr harschen Sprache die weltweite atomare Bedrohung und zitiert das Dies irae-Motiv des gregorianischen Hymnus (wie Hector Berlioz in der Symphonie fantastique).